# 충청북도교육청

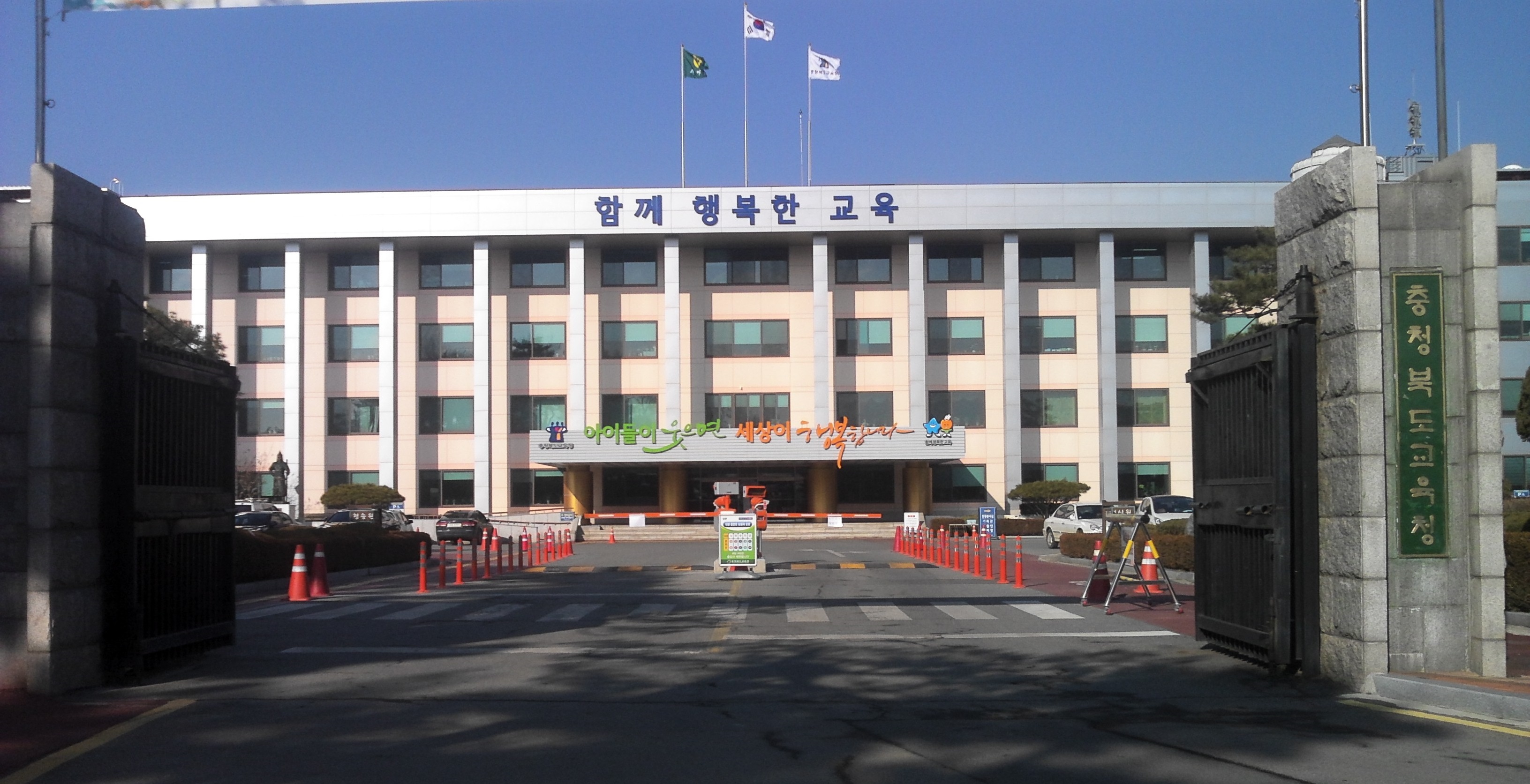
충청북도교육청 청사

충청북도교육청(忠淸北道敎育廳, Chungcheongbuk-do Office of Education)은 대한민국 충청북도의 교육에 관한 사무를 담당하는 지방교육행정기관이다.

## 연혁
- 1952년: 충청북도교육위원회 설치.
- 1962년: 충청북도교육위원회 폐지. 소관 사무는 충청북도청 교육국으로 이관.
- 1964년: 충청북도교육위원회 설치.
- 1972년: 부교육감제 신설.
- 1991년: 충청북도교육청으로 개편.

## 조직
| \| 국 \| 담당관실·과 \| \| 교육감 산하 하부조직 \| 교육감 산하 하부조직 \| \| ---------------------- \| ---------------------------------------------------------------------- \| \| \| - 공보관실 \| \| 부교육감 산하 하부조직 \| \| \| \| - 감사관실 - 교육활동보호센터 \| \| 기획국 \| - 정책기획과 - 예산과 - 체육건강안전과 - 노사정책과 - 미래교육추진단 \| \| 교육국 \| - 유초등교육과 - 중등교육과 - 창의특수교육과 - 인성시민과 - 교원인사과 \| \| 행정국 \| - 총무과 - 행정과 - 재정복지과 - 교육시설과 \| | - 충북도립대학 - 충청북도교육과학연구원 - 충청북도단재교육연수원 - 충청북도중앙도서관 - 충청북도학생교육문화원 - 충청북도학생종합수련원 - 충청북도학생외국어교육원 - 충청북도특성화고등학교등공동실습소 - 충청북도농업계고등학교공동실습소 - 충청북도공업계고등학교공동실습소 - 충청북도청명학생교육원 - 충청북도교육정보원 - 충청북도충주학생회관 - 충청북도유아교육진흥원 - 충청북도보령교육원 - 충청북도제주교육원 - 충청북도청주교육지원청 - 충청북도충주교육지원청 - 충청북도제천교육지원청 - 충청북도보은교육지원청 - 충청북도옥천교육지원청 - 충청북도영동교육지원청 - 충청북도진천교육지원청 - 충청북도괴산증평교육지원청 - 충청북도음성교육지원청 - 충청북도단양교육지원청 |
| 국 | 담당관실·과 |
| 교육감 산하 하부조직 | |
| | - 공보관실 |
| 부교육감 산하 하부조직 | |
| | - 감사관실 - 교육활동보호센터 |
| 기획국 | - 정책기획과 - 예산과 - 체육건강안전과 - 노사정책과 - 미래교육추진단 |
| 교육국 | - 유초등교육과 - 중등교육과 - 창의특수교육과 - 인성시민과 - 교원인사과 |
| 행정국 | - 총무과 - 행정과 - 재정복지과 - 교육시설과 |

## 같이 보기
- 충청북도교육감
- 충청북도 부교육감
- 대한민국 교육부
- 충청북도청
- 충청북도의회